# Leucauge striatipes
Leucauge striatipes är en spindelart som först beskrevs av Bradley 1876.  Leucauge striatipes ingår i släktet Leucauge och familjen käkspindlar. Inga underarter finns listade i Catalogue of Life.